# Idealna raztopina
Idealna raztopina ali idealna zmes je raztopina, v kateri je entalpija raztapljanja enaka 0, oziroma raztopina, v kateri so koeficienti aktivnosti, ki so merilo za idealnost, enaki 1.
Pojem idealne raztopine je eden od osnovnih pojmov kemijske termodinamike.

## Fizikalne osnove
Idealnost raztopin je analogna idealnosti plinov s to pomemno razliko, da so medmolekularne interakcije v tekočinah velike in jih ne moremo enostavno zanemariti, kot to lahko naredimo pri plinih. Namesto tega predpostavimo, da je povprečna jakost interakcij med vsemi molekulami v raztopini enaka. 
Za zmes molekul A in B to pomeni, da morajo biti interakcije med različnimi sosedami (UAB) in enakimi sosedami (UAA) in (UBB) v povprečju enake, se pravi, da je 2UAB = UAA + UAB. Vse ostale interakcije morajo biti enake nič ali vsaj zanemarljive. Če je to res, je AA=AB=BB in raztopina je idealna.
Idealno zmes tvorita butan-1-ol in butan-2-ol, ker je njuna kemična sestava skoraj identična in med mešanjem  ne pride do nobene spremembe entalpije. Na splošno velja naslednje pravilo: bolj različni sta snovi A in B, teže se bosta raztapljali in večje odstopanje od idealnosti lahko pričakujemo. 

## Izpeljava
Idealna raztopina je raztopina, ki ustreza pogoju
{\displaystyle f_{i}=x_{i}f_{i}^{0}}
fi je fugasnost komponente i, fi0 fugasnost čiste komponente i, xi pa njen molski delež.
Fugasnost čiste snovi je definirana kot
{\displaystyle g(T,P)=g^{\mathrm {gas} }(T,p^{u})+RT\ln {\frac {f}{p^{u}}}}
pri čemer je ggas(T,pu) molska prosta energija idealnega plina pri temperaturi T in referenčnem tlaku pu, za katerega zaradi lažjega vzamemo da je enak P0 ali tlaku zmesi. 
Če enačbo parcialno odvajamo po P pri konstantnem T, dobimo enačbo
{\displaystyle \left({\frac {\partial g(T,P)}{\partial P}}\right)_{T}=RT\left({\frac {\partial \ln f}{\partial P}}\right)_{T}}
Ker iz Gibbsove enačbe za potenciale vemo, da je 
{\displaystyle \left({\frac {\partial g(T,P)}{\partial P}}\right)_{T}=v}
lahko obe enačbi združimo v 
{\displaystyle \left({\frac {\partial \ln f}{\partial P}}\right)_{T}={\frac {v}{RT}}}
Vse, kar velja za čisto snov, mora v idealni raztopini veljati tudi za zmes oziroma komponento i. Zadnjo enačbo zato lahko priredimo, tako da vse intenzivne spremenljivke dobijo indeks i, spremenljivka v pa se spremeni v parcialni molski volumen {\displaystyle {\bar {v_{i}}}}:
{\displaystyle \left({\frac {\partial \ln f_{i}}{\partial P}}\right)_{T,x_{i}}={\frac {\bar {v_{i}}}{RT}}}
S kombiniranjem prve in zadnje enačbe dobimo zvezo
{\displaystyle v_{i}^{0}={\bar {v_{i}}}}
kar pomeni, da je volumen idealne zmesi enak seštevku volumnov posameznih komponent. 
Na podoben način lahko dobimo enak rezultat tudi z entalpijami.
{\displaystyle {\frac {g(T,P)-g^{\mathrm {gas} }(T,p^{u})}{RT}}=\ln {\frac {f}{p^{u}}}}
S parcialnim odvajanjem zgornje enačbe po T in upoštevanjem, da je 
{\displaystyle \left({\frac {\partial {\frac {g}{T}}}{\partial T}}\right)_{P}=-{\frac {h}{T^{2}}}}
dobimo enačbo:
{\displaystyle -{\frac {{\bar {h_{i}}}-h_{i}^{\mathrm {gas} }}{R}}=-{\frac {h_{i}^{0}-h_{i}^{\mathrm {gas} }}{R}}}
Enačbo preuredimo v 
{\displaystyle {\bar {h_{i}}}=h_{i}^{0}}
kar pomeni, da je entalpija zmesi enaka vsoti entalpij njenih komponent. 
Ker je {\displaystyle {\bar {u_{i}}}={\bar {h_{i}}}-p{\bar {v_{i}}}} in {\displaystyle u_{i}^{0}=h_{i}^{0}-pv_{i}^{0}}, je
{\displaystyle u_{i}^{0}={\bar {u_{i}}}}
Na podoben način zlahka dokažemo tudi trditev, da je 
{\displaystyle C_{pi}^{0}={\bar {C_{pi}}}}
S kombiniranjem enačb
{\displaystyle {\bar {g_{i}}}=\mu _{i}=g_{i}^{\mathrm {gas} }+RT\ln {\frac {f_{i}}{p^{u}}}=g_{i}^{\mathrm {gas} }+RT\ln {\frac {f_{i}^{0}}{p^{u}}}+RT\ln x_{i}=\mu _{i}^{0}+RT\ln x_{i}}
pridemo nazadnje do ugotovitve, da je
{\displaystyle \Delta g_{i,\mathrm {mix} }=RT\ln x_{i}\,}
Ker je
{\displaystyle G=\sum _{i}x_{i}{g_{i}}\,}
iz tega sledi, da je 
{\displaystyle \Delta G_{mix}=RT\sum _{i}x_{i}{lnx_{i}}\,}
Nazadnje lahko izračunamo še entropijo mešanja. Ker je 
{\displaystyle g_{i}^{0}=h_{i}^{0}-Ts_{i}^{0}} in {\displaystyle {\bar {g_{i}}}={\bar {h_{i}}}-T{\bar {s_{i}}}}, je
{\displaystyle \Delta s_{i,\mathrm {mix} }=RT\sum _{i}lnx_{i}\,}
{\displaystyle \Delta S_{\mathrm {mix} }=-R\sum _{i}x_{i}{lnx_{i}}\,}

## Posledice
Glede na to, da je entalpija mešanja oziroma raztapljanja enaka nič, je sprememba Gibbsove proste energije mešanja določena izključno z entropijo mešanja. Ker je Gibbsova prosta energija mešanja enaka
{\displaystyle \Delta G_{m,\mathrm {mix} }=RT\sum _{i}x_{i}{lnx_{i}}\,}
bo za dvokomponentno raztopino veljalo, da je
{\displaystyle \Delta G_{m,\mathrm {mix} }=RT(x_{A}{lnx_{A}}+x_{B}{lnx_{B}})\,}
ΔGm,mix je sprememba Gibbsove proste energije za mol raztopine, xi pa molski delež komponente i. 
Iz enačbe je zazvidno, da je prosta energija mešanja vedno negativna: ker je 0≤xi≤1, je lnxi  vedno negativen. To pomeni, da je v idealni raztopini mešanje vedno popolno. 
Zgornjo enačbo lahko izrazimo tudi s kemijskimi potenciali posameznih komponent:
{\displaystyle \Delta G_{m,\mathrm {mix} }=\sum _{i}x_{i}\Delta \mu _{i,\mathrm {mix} }\,}
Δμi,mix = RTlnxi je sprememba kemijskega potenciala komponente i pri mešanju.
Če kemijski potencial čiste tekočine označimo z μi0, bo kemijski potencial i-te komponente idealne raztopine enak
{\displaystyle \mu _{i}=\mu _{i}^{0}+\Delta \mu _{i,\mathrm {mix} }=\mu _{i}^{0}+RT\ln x_{i}}
Ker se vse komponente idealne raztopine podrejajo Raoultovemu zakonu na celem območju koncentracij, je:
{\displaystyle \ P_{i}=(P_{i})_{pure}x_{i}}
pri čemer je Pi,pure ravnotežni parni tlak čiste komponente, xi pa njen molski delež v raztopini.
V idealnih raztopinah velja stroga aditivnost tudi za volumne komponent.

## Odstopanja od idealnosti
Odstopanja od idealnosti se lahko opišejo z Margulesovo funkcijo ali koeficienti aktivnosti. Če so odstopanja od idealnosti zmerna, je za opis lastnosti raztopine dovolj en sam Margulesov parameter. Takšne raztopine se imenujejo prave ali regularne raztopine.
Za idealne raztopine velja, da je mešanje popolno, volumen raztopine pa je enak vsoti volumnov vseh komponent (aditivnost volumnov). Za neidealne raztopine niti prva niti druga trditev ne držita v celoti. 